# オルペウス

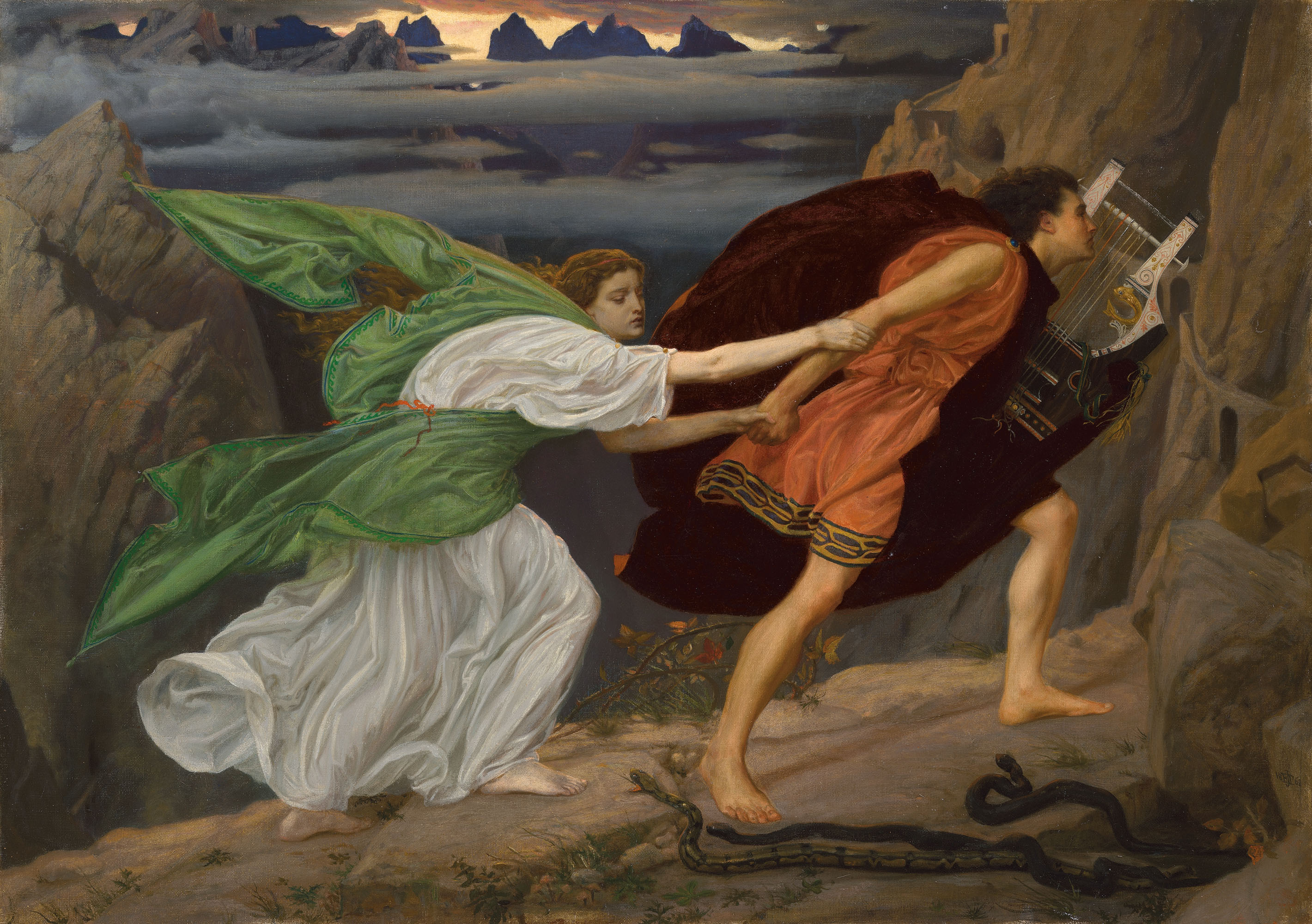
エドワード・ポインター画『オルフェウスとエウリュディケ』

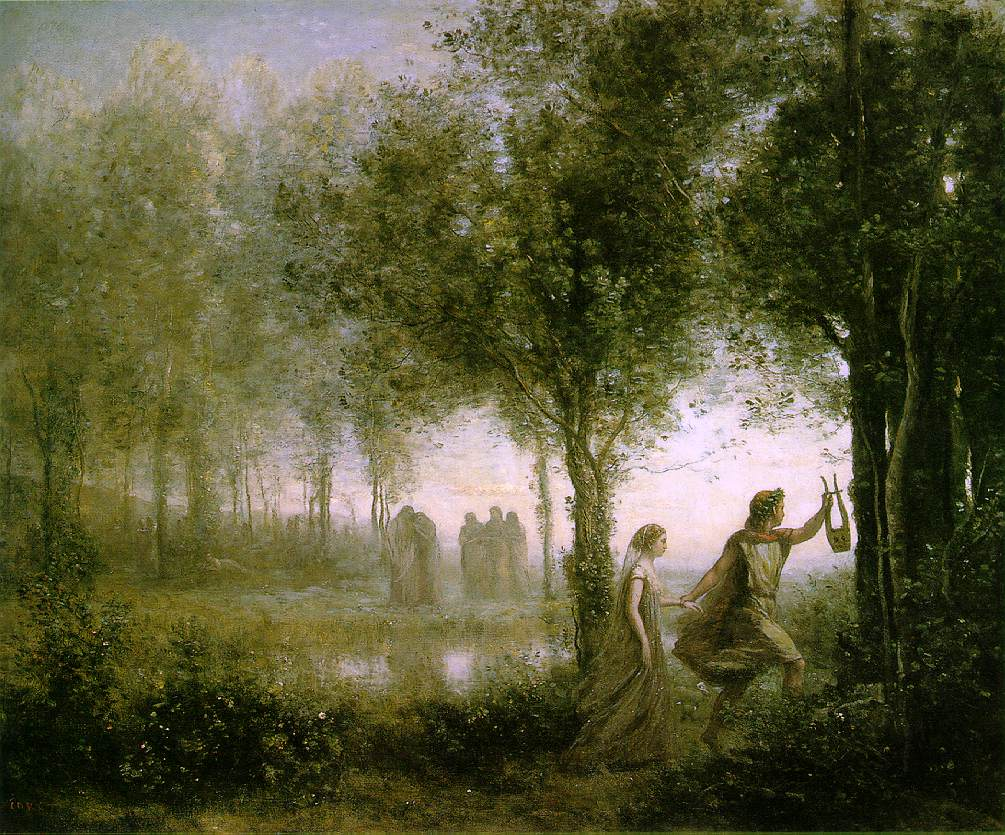
ジャン＝バティスト・カミーユ・コロー画『エウリュディケを冥界から連れ戻すオルフェウス』

オルペウス（古希: Ὀρφεύς, Orpheus）は、ギリシア神話に登場する吟遊詩人。
死んだ妻エウリュディケーを冥界から連れ戻そうとした物語で知られ、後世ヨーロッパの文学・芸術でたびたび題材にされた。その他、アルゴー船の船員としてセイレーンと歌合戦した物語、死後生首が歌った物語、星座「こと座」の由来、オルペウス教の創始などでも知られる。
ギリシア文字「φ」の表記揺れでオルフェウス、フランス語読みでオルフェ（仏: Orphée）などとも呼ばれる。

## 物語

### 素性
アポロドーロスによれば、ムーサイのひとりカリオペーとオイアグロスの子として、ただし名義上の父親はアポローン神として、オルペウスは生まれたとされる。またオルペウスの父はトラーキア王であったともされ、グレーヴスはオイアグロスをトラーキア王としている。10世紀頃の『スーダ』はオルペウスをアトラースの娘の1人アルキュオネーの子孫と伝えている。
竪琴の技はアポローンより伝授されたともいう。その技は非常に巧みで、彼が竪琴を弾くと、森の動物たちばかりでなく木々や岩までもが彼の周りに集まって耳を傾けたと言われる。

### 冥府下り

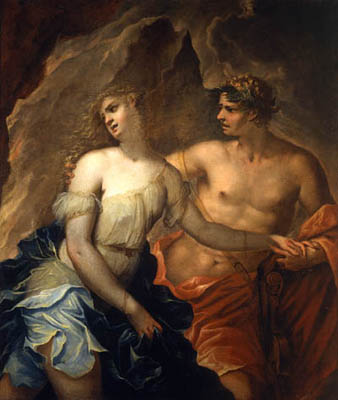
フェデリコ・セルベーリ画『オルフェウスとエウリュディケ』

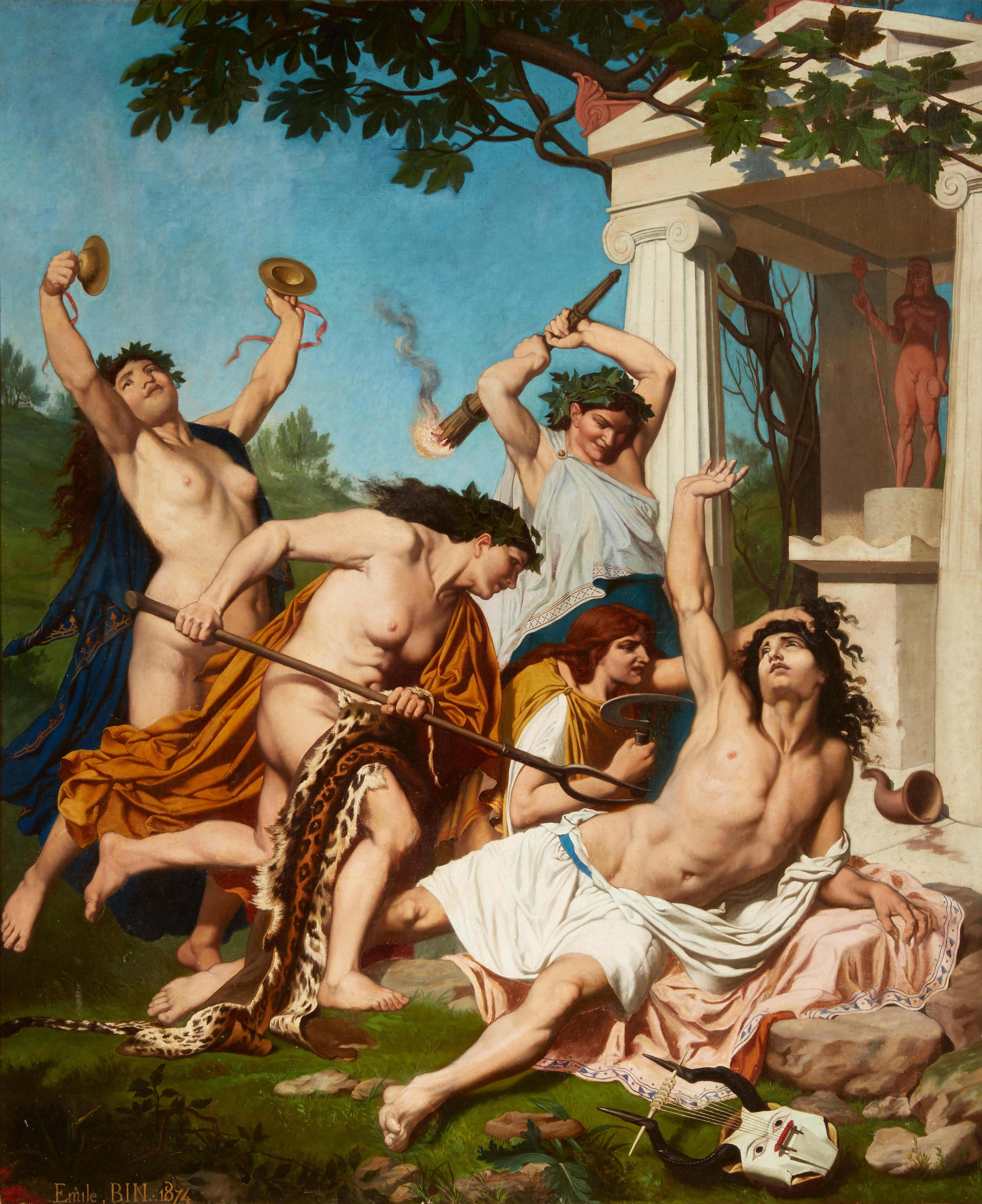
エミール・ビン画『オルフェウスの死』

オルペウスの妻エウリュディケーが毒蛇にかまれて死んだとき、オルペウスは妻を取り戻すために冥府に入った。彼の弾く竪琴の哀切な音色の前に、ステュクスの渡し守カローンも、冥界の番犬ケルベロスもおとなしくなり、冥界の人々は魅了され、みな涙を流して聴き入った。ついにオルペウスは冥界の王ハーデースとその妃ペルセポネーの王座の前に立ち、竪琴を奏でてエウリュディケーの返還を求めた。オルペウスの悲しい琴の音に涙を流すペルセポネーに説得され、ハーデースは、「冥界から抜け出すまでの間、決して後ろを振り返ってはならない」という条件を付け、エウリュディケーをオルペウスの後ろに従わせて送った。目の前に光が見え、冥界からあと少しで抜け出すというところで、不安に駆られたオルペウスは後ろを振り向き、妻の姿を見たが、それが最後の別れとなった。ただし、この時エウリュディケーを冥界から連れ戻すのに成功したという異伝もある。

### アルゴー探検隊
オルペウスは、イアーソーン率いるアルゴー船探検隊（アルゴナウタイ）にもヘーラクレースらとともに加わった。人間を歌で誘惑し殺害する女怪セイレーンに歌合戦を挑み一座を鼓舞、無事に海峡を渡った。このとき、ただ1人テレオーンの子ブーテースのみが誘惑に負けて命の危機に陥ったが、アプロディーテーが彼を救ってリリュバイオンに住まわせた。

### オルペウスの死

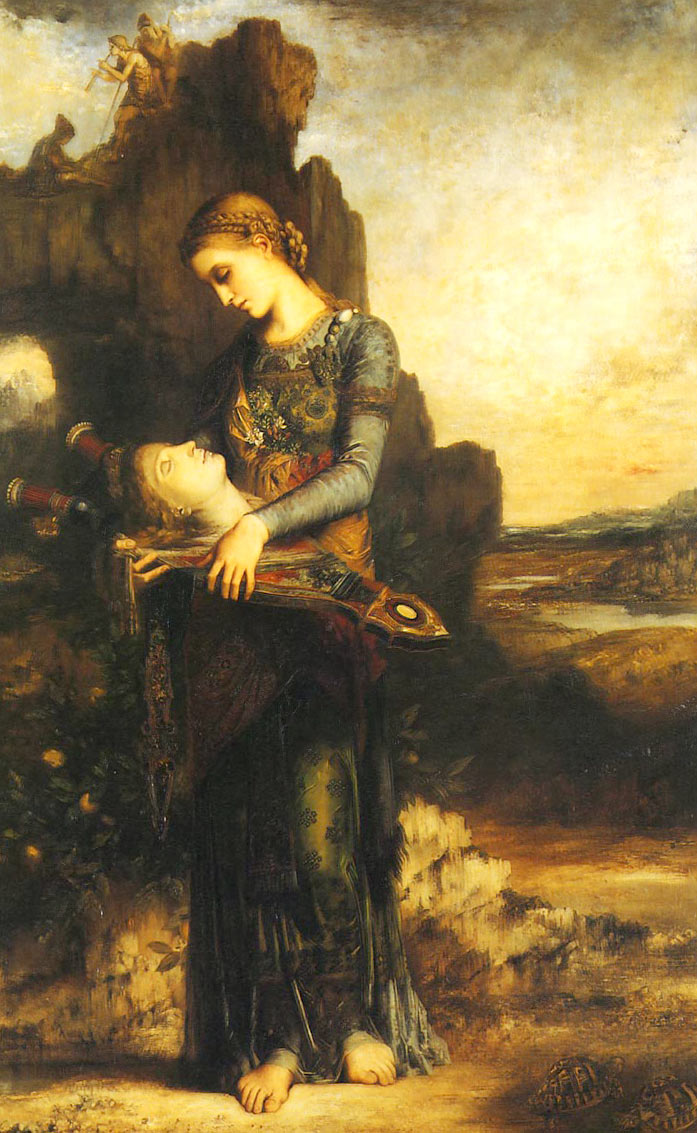
オルペウスの頭部を描いたギュスターヴ・モロー『オルフェウス』

妻を失ったオルペウスはそれ以後女性を近づけなかったので、トラーキアの女性たちは侮辱されたと怒り、ディオニューソスの祭の際に狂乱の内にオルペウスを八つ裂きにして殺した。殺された理由は女性を嫌って美少年のカライスを愛したためだとも、彼が創始した秘教会に女性を入れなかったためだとも、アプロディーテーがペルセポネーとアドーニスを巡って争った際に審判者のカリオペーがアドーニスの所有権を公平に二分割したことに怒り復讐のため女性たちをけしかけたためだともいわれる。また、秘教の入信者に神々の秘密を洩らしたためにゼウスに雷霆で撃ち殺されたという説もある。
女性たちはオルペウスの身体をヘブロス河に投げ込んだ。しかし彼の竪琴と首は、河を流れ下って海に出てレスボス島まで流れ着いた。島人はその地にオルペウスを埋葬した。以来、レスボス島は傑出した抒情詩人を輩出することとなった。また、彼の竪琴は天に挙げられこと座となった。